# Kiss Csaba (labdarúgó)
Kiss Csaba (1957. július 22. –) magyar bajnok labdarúgó, kapus.

## Pályafutása
A Rába ETO csapatában mutatkozott az élvonalban 1979. november 3-án a Pécsi MSC ellen, ahol csapata 2–1-re győzött. 1979 és 1982 között 15 bajnoki mérkőzésen védett győri színekben. Tagja volt az 1981–82-es bajnokcsapatnak. 1982-ben a Zalaegerszegi TE csapatához igazolt. Egy mérkőzésen lépett pályára, ahol csapata 3–1-re győzött a Diósgyőri VTK ellen.

## Sikerei, díjai
- Magyar bajnokság
  - bajnok: 1981–82